# Löchte
Löchte ist ein deutscher Familienname. Er ist aus einer niederdeutschen Ortsbezeichnung oder Flurbezeichnung entstanden. In Hörstel (Nordrhein-Westfalen) gab es die Bezeichnung Löchte und in Asten/Niederlande eine Flurbezeichnung de Lochte. Loh, Lage, Luchte, Lechte, Lochte, Löchte bezeichnete eine erhöhte Stelle in einem Feuchtgebiet, die den Menschen eine Siedlungsmöglichkeit bot. Die Flurbezeichnung steht ebenso für eine Lichte Stelle (Lichtung).
In den USA gibt es den Namen Lochte seit mindestens 1838 und Loechte seit 1880. Er gehört dort aber nicht zu den 50.000 häufigsten Familiennamen. Ab spätestens 1650 gab es den Namen Lochte in Nord-Brabant/NL. Seit 1812 gab es den Namen Lochte und seit 1860 Loechte in Dänemark. 1884 gab es den Namen Lochte in Auckland Saint Andrew, Durham, England.

## Andere Namensformen
- Locht
- Lochte
- Löchteken
- Terlöchte
- Thorlochte
- Thorlogte